# Betamax
Betamax (còn gọi là Beta, như trong biểu tượng của nó) là một định dạng băng từ cho đoạn video tuần tự ghi âm ở mức người tiêu dùng. Nó được Sony phát triển và phát hành tại Nhật Bản vào ngày 10 tháng 5 năm 1975. Thiết bị Betamax đầu tiên được giới thiệu ở Hoa Kỳ là bảng điều khiển LV-1901, bao gồm màn hình màu 19 inch (48 cm) và xuất hiện trong các cửa hàng vào đầu tháng 11 năm 1975. Các băng cassette chứa băng video rộng 0,5 inch (12,7 mm) trong một thiết kế tương tự như trước đây, rộng 0,75 inch (19 mm), định dạng U-matic chuyên nghiệp. Betamax đã lỗi thời, đã mất cuộc chiến định dạng băng video  cho VHS. Mặc dù vậy, các máy ghi Betamax sẽ không bị ngừng cho đến năm 2002, trong khi các băng Betamax mới có sẵn cho đến tháng 3 năm 2016, khi Sony ngừng sản xuất và bán chúng.
Giống như định dạng băng video đối thủ VHS (được giới thiệu tại Nhật Bản bởi JVC vào tháng 10 năm 1976 và tại Hoa Kỳ bởi RCA vào tháng 8 năm 1977), Betamax không có băng bảo vệ và sử dụng ghi phương vị để giảm nhiễu xuyên âm. Theo các trang web lịch sử của Sony, tên này có nghĩa kép: beta là từ tiếng Nhật được sử dụng để mô tả cách ghi tín hiệu trên băng; và hình dạng của chữ Hy Lạp viết thường beta () giống với quá trình của băng thông qua việc vận chuyển. Hậu tố -max, từ từ "tối đa", đã được thêm vào để gợi sự tuyệt vời. Vào năm 1977, Sony đã phát hành Betamax VCR chơi dài đầu tiên, SL-8200. VCR này có hai tốc độ ghi: bình thường và nửa tốc độ mới hơn. Điều này cung cấp bản ghi âm hai giờ trên băng video L-500 Beta. SL-8200 là để cạnh tranh với các VCR của VHS, cho phép tối đa 4, và sau 6 và 8, giờ ghi trên một băng cassette.
Sanyo đã bán ra một phiên bản với tên Betacord, còn được gọi là "Beta". Ngoài Sony và Sanyo, máy quay video định dạng Beta được sản xuất và bán bởi Toshiba, Pioneer, Murphy, Aiwa và NEC. Các Tổng công ty Điện tử Zenith và WEGA Tổng công ty ký hợp đồng với Sony để sản xuất VCR cho dòng sản phẩm của họ. Các cửa hàng bách hóa Sears (ở Hoa Kỳ và Canada) và Quelle (ở Đức) đã bán các VCR định dạng Beta dưới nhãn hiệu nhà của họ, cũng như RadioShack chuỗi cửa hàng điện tử. Betamax và VHS đã cạnh tranh trong một cuộc chiến định dạng khốc liệt, chứng kiến VHS giành chiến thắng ở hầu hết các thị trường.

## Ghi âm tại nhà và chuyên nghiệp
Một hậu quả lớn khác của việc giới thiệu công nghệ Betamax đến Mỹ là vụ kiện Sony Corp v. Universal City Studios (1984, "vụ kiện Betamax"), với Tòa án Tối cao Hoa Kỳ xác định băng video gia đình là hợp pháp tại Hoa Kỳ, trong đó máy ghi âm băng video tại nhà là một công nghệ hợp pháp vì chúng có công dụng không vi phạm đáng kể. Tiền lệ này sau đó đã được viện dẫn trong MGM v. Grokster(2005), trong đó tòa án cấp cao đã đồng ý rằng tiêu chuẩn "sử dụng không vi phạm đáng kể" này áp dụng cho các tác giả và nhà cung cấp phần mềm chia sẻ tệp ngang hàng (đặc biệt là những người "chủ động gây ra "Vi phạm bản quyền thông qua" biểu hiện và hành vi có mục đích, có thể phạm tội ").

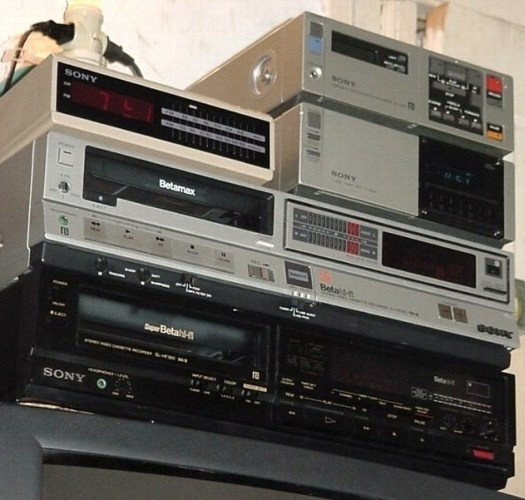
Ba chiếc máy VCR Sony Betamax được chế tạo cho thị trường Mỹ. Từ trên xuống dưới: SL-2000 di động với bộ điều chỉnh / hẹn giờ TT-2000 "Trạm gốc" (1982); Đơn vị HiFi SL-HF 300 (1984); SL-HF 360 SuperBeta HiFi (1988).

Một chiếc máy Betamax TV / VCR hiếm có trên thị trường Nhật Bản, Model SL-MV1.

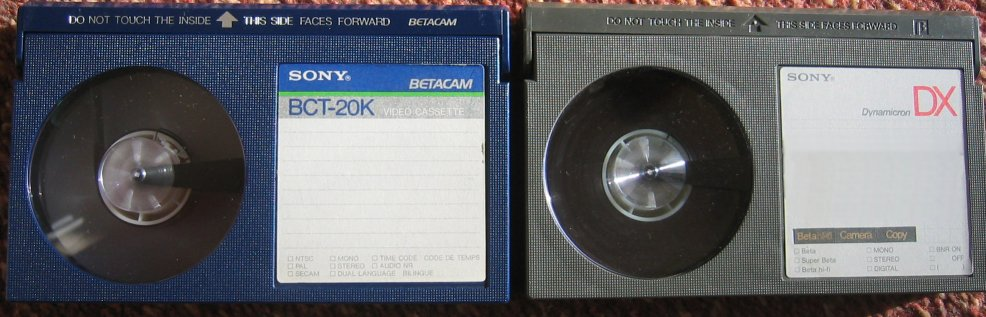
Các băng Betacam dạng sớm (trái) có thể hoán đổi với Betamax (phải), mặc dù các bản ghi âm thì không.

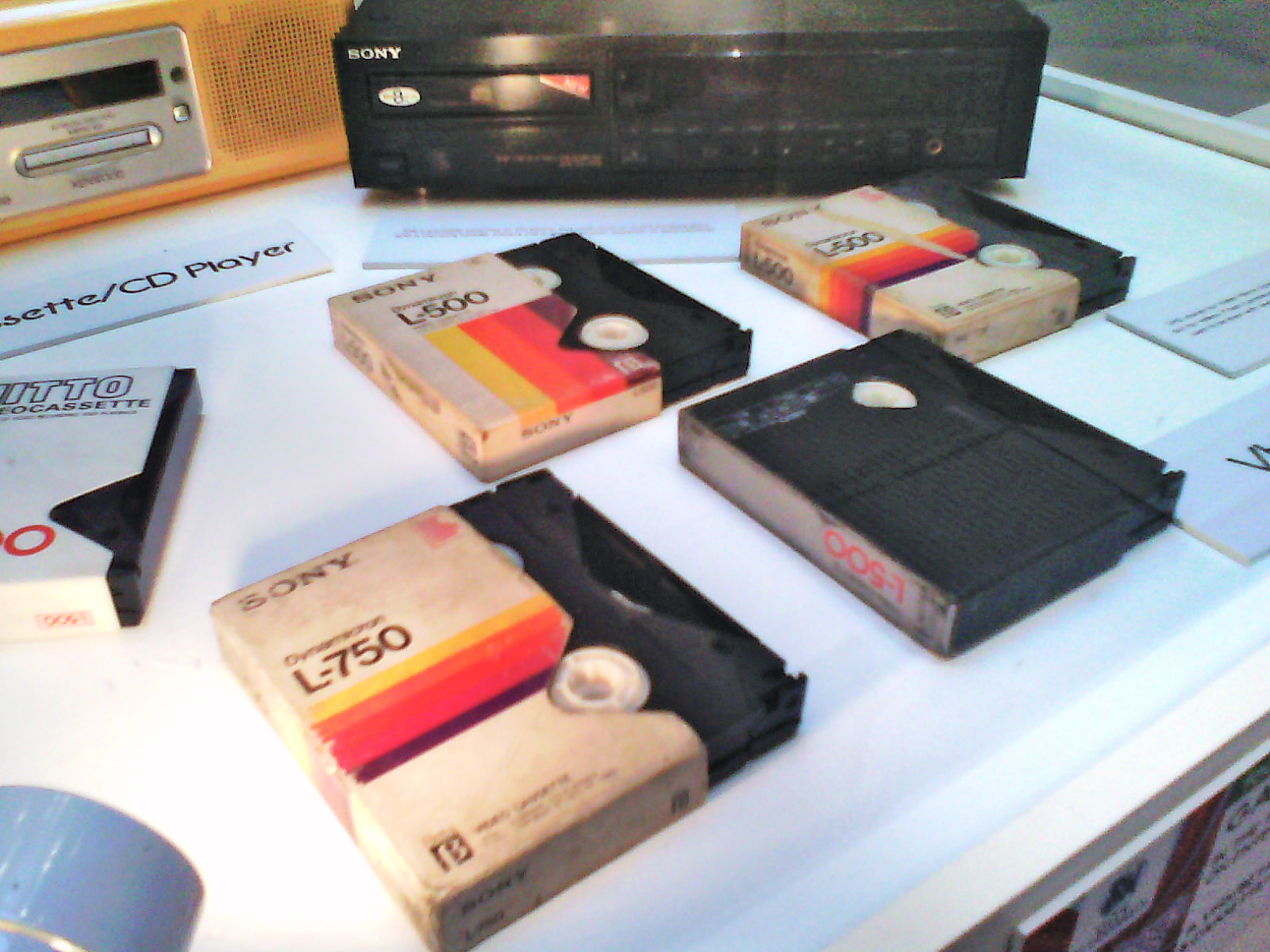
Băng Betamax được trưng bày tại một viện bảo tàng công nghệ

Đối với ngành công nghiệp video chuyên nghiệp và phát sóng, Sony lấy Betacam từ Betamax. Được phát hành vào năm 1982, Betacam trở thành định dạng băng video được sử dụng rộng rãi nhất trong ANH (thu thập tin tức điện tử), thay thế cho định dạng băng U-matic rộng 0,75 in (19 mm). Betacam và Betamax giống nhau theo một số cách: chúng sử dụng cùng một hình dạng băng video, sử dụng cùng một công thức băng oxit với cùng độ cưỡng chế và ghi lại các đoạn âm thanh tuyến tính trong cùng một vị trí của băng. Nhưng trong lĩnh vực chính của quay video, Betacam và Betamax hoàn toàn khác nhau. (Để biết chi tiết, xem bài viết Betacam.)
Sony cũng cung cấp một loạt các sản phẩm Betamax công nghiệp, định dạng chỉ dành cho Beta I cho người dùng công nghiệp và tổ chức. Chúng được nhắm vào cùng một thị trường với thiết bị U-Matic, nhưng rẻ hơn và nhỏ hơn. Sự xuất hiện của Betacam làm giảm nhu cầu đối với cả thiết bị Beta và U-Matic công nghiệp.
Betamax cũng có một phần đáng kể để chơi trong ngành công nghiệp ghi âm nhạc, khi Sony giới thiệu hệ thống ghi âm kỹ thuật số PCM (Pulse Code Modulation) dưới dạng hộp mã hóa / bộ chuyển đổi PCM được kết nối với máy ghi Betamax. Bộ chuyển đổi Sony PCM-F1 đã được bán cùng với Betamax VCR SL-2000 đồng hành dưới dạng hệ thống ghi âm kỹ thuật số cầm tay. Nhiều kỹ sư thu âm đã sử dụng hệ thống này trong những năm 1980 và 1990 để thực hiện các bản ghi âm kỹ thuật số đầu tiên của họ.
Ban đầu, Sony có thể sử dụng một số tính năng chỉ dành cho Betamax, chẳng hạn như BetaScan, một tìm kiếm hình ảnh tốc độ cao theo cả hai hướng và BetaSkipScan, một kỹ thuật cho phép người vận hành nhìn thấy vị trí của mình trên băng bằng cách nhấn phím FF (hoặc REW, nếu ở chế độ đó): việc vận chuyển sẽ chuyển sang chế độ BetaScan cho đến khi khóa được giải phóng. Tính năng này được thảo luận chi tiết hơn trên Peep Search. Sony tin rằng việc vận chuyển M-Load được sử dụng bởi các máy VHS khiến việc sao chép các chế độ lừa này là không thể. BetaSkipScan (Tìm kiếm Peep) hiện có sẵn trên các định dạng tải M thu nhỏ, nhưng ngay cả Sony cũng không thể sao chép hoàn toàn điều này trên VHS. BetaScan ban đầu được gọi là "Videola" cho đến khi công ty sản xuất Moviola đe dọa hành động pháp lý.
Sony cũng sẽ bán BetaPak, một sàn nhỏ được thiết kế để sử dụng với máy ảnh. Liên quan đến sự cần thiết của một số phần và dây cáp để kết nối chúng, một máy ảnh / máy ghi âm tích hợp đã được thiết kế, được Sony gọi là "Máy quay phim"; kết quả là Betamovie. Betamovie đã sử dụng băng cassette kích thước tiêu chuẩn, nhưng với một phương tiện vận chuyển đã được sửa đổi. Băng được quấn 300 ° xung quanh trống đầu nhỏ hơn, 44.671 mm (1.7587 in), với một đầu góc phương vị kép để viết các đoạn video. Để phát lại, băng sẽ được chèn vào boong định dạng Beta. Do các kỹ thuật viết và hình học khác nhau được sử dụng, phát lại trong máy quay là không khả thi. Máy quay phim SuperBeta và Betamovie công nghiệp cũng sẽ được Sony bán ra.

### Nâng cấp âm thanh HiFi
Vào tháng 6 năm 1983, Sony đã giới thiệu âm thanh độ trung thực cao cho băng video là Beta Hi-Fi. Đối với NTSC, Beta HiFi đã hoạt động bằng cách đặt một cặp sóng mang FM giữa các sóng mang (C) và độ chói (Y), một quá trình được gọi là ghép kênh tần số. Mỗi đầu có một cặp tàu sân bay cụ thể; tổng cộng, bốn kênh riêng lẻ đã được sử dụng. Đầu A ghi lại các sóng mang hi-fi của nó ở mức 1,38 (L) và 1,68 (R) MHz, và đầu B sử dụng 1,53 và 1,83 MHz. Kết quả là âm thanh với một dải động 80 dB, với ít hơn 0,005% wow và rung.
Trước khi giới thiệu Beta Hi-Fi, Sony đã chuyển sóng mang Y lên 400 kHz để nhường chỗ cho bốn sóng mang FM cần thiết cho Beta Hi-Fi. Tất cả các máy Beta đã kết hợp thay đổi này, cộng với khả năng săn tìm một tàu sân bay trước AFM Y tần số thấp hơn. Sony đã kết hợp một mạch "chống hãm", để ngăn chặn việc săn máy cho một sóng mang Y không có ở đó.
Một số kiểu máy Sony NTSC được bán trên thị trường là "Hi-Fi Ready" (với tiền tố SL-HFR theo số của model thay vì SL hoặc SL-HF thông thường). Các sàn Betamax này trông giống như một mô hình Betamax thông thường, ngoại trừ một đầu nối 28 chân đặc biệt ở phía sau. Nếu người dùng muốn có một mô hình Beta Hi-Fi nhưng thiếu tiền vào thời điểm đó, anh ta có thể mua "SL-HFRxx" và sau đó mua Bộ xử lý Hi-Fi riêng biệt. Sony cung cấp hai bộ xử lý Beta Hi-Fi phía ngoài, HFP-100 và HFP-200. Chúng giống hệt nhau ngoại trừ HFP-200 có khả năng phát ra âm thanh TV đa kênh, với từ "stereocast" được in sau logo Beta Hi-Fi. Điều này là có thể bởi vì không giống như boong Hi-Fi VHS, Betamax NTSC không cần thêm một cặp đầu. HFP-x00 sẽ tạo ra các sóng mang cần thiết sẽ được ghi lại bởi boong đính kèm, và trong khi phát lại, các sóng mang AFM sẽ được chuyển đến HFP-x00. Họ cũng có một điều khiển "theo dõi tốt" nhỏ trên bảng điều khiển phía sau cho các băng khó.
Tuy nhiên, đối với PAL, băng thông giữa các sóng mang sắc độ và độ chói không đủ để cho phép các sóng mang FM bổ sung, do đó, ghép kênh sâu được sử dụng, trong đó bản nhạc âm thanh sẽ được ghi giống như bản nhạc video. Bản nhạc âm thanh tần số thấp hơn được viết đầu tiên bởi một đầu chuyên dụng và bản nhạc video được ghi trên đầu bằng đầu video. Đĩa đầu có thêm một cặp đầu chỉ có âm thanh với góc phương vị khác, được đặt hơi trước các đầu video thông thường, cho mục đích này.
Sony đã tự tin rằng VHS không thể đạt được kỳ tích về hiệu suất âm thanh như Beta Hi-Fi. Tuy nhiên, trước sự thất vọng của Sony, JVC đã phát triển hệ thống hi-fi VHS theo nguyên tắc ghép kênh sâu khoảng một năm sau phiên bản Beta Hi-Fi VCR đầu tiên, SL-5200 được Sony giới thiệu. Mặc dù được khen ngợi ban đầu là cung cấp "chất lượng âm thanh CD", cả Beta Hi-Fi và VHS HiFi đều bị "tiếng ồn của sóng mang", trong đó thông tin tần số cao đổ vào các sóng mang âm thanh, tạo ra tiếng "ù" nhất thời và các lỗ hổng âm thanh khác. Cả hai hệ thống cũng được sử dụng companding hệ thống giảm tiếng ồn, có thể tạo ra các vật phẩm "bơm" trong một số điều kiện. Cả hai định dạng cũng gặp phải vấn đề trao đổi, trong đó băng được tạo trên một máy không phải lúc nào cũng phát lại tốt trên các máy khác. Khi điều này xảy ra và nếu các tạo tác trở nên quá mất tập trung, người dùng buộc phải quay lại bản nhạc tuyến tính cũ.

### Tiêu chuẩn mới: SuperBetamax và Betamax Định nghĩa mở rộng
Đầu năm 1985, Sony sẽ giới thiệu một tính năng mới, High Band hoặc SuperBeta, bằng cách một lần nữa thay đổi sóng mang Y của Y lần này là 800 kHz. Điều này đã cải thiện băng thông có sẵn cho dải bên Y và tăng độ phân giải ngang từ 240 lên 290 dòng trên băng cassette Betamax cấp thông thường. Do các tín hiệu trên ăng-ten và cáp chỉ có độ phân giải 300 đường 330, SuperBeta có thể tạo ra một bản sao gần như giống hệt của truyền hình trực tiếp. Tuy nhiên, độ phân giải sắc độ vẫn còn tương đối kém, giới hạn ở độ phân giải dưới 0,4 MHz hoặc khoảng 30 dòng, trong khi độ phân giải phát sóng trực tiếp là hơn 100 dòng. Đầu cũng bị thu hẹp xuống còn 29  μmđể giảm nhiễu xuyên âm, với khoảng cách đầu hẹp hơn để phát lại tần số sóng mang cao hơn ở mức 5,6 MHz. Sau đó, một số model sẽ có sự cải tiến hơn nữa, dưới dạng Beta-Is, phiên bản băng tần cao của chế độ ghi Beta-I. Có một số điểm không tương thích giữa các sàn Beta cũ và SuperBeta, nhưng hầu hết có thể phát lại băng từ cao mà không gặp vấn đề gì lớn. Các sàn SuperBeta đã có một công tắc để vô hiệu hóa chế độ SuperBeta cho mục đích tương thích. (SuperBeta chỉ được hỗ trợ bên ngoài Sony, vì nhiều người được cấp phép đã ngừng dòng Betamax của họ.)
Vào năm 1988, Sony một lần nữa đẩy phong bì bằng ED Beta, hoặc Betamax "Định nghĩa mở rộng", có khả năng lên tới 500 dòng độ phân giải, tương đương với chất lượng DVD (480 điển hình). Để lưu trữ tín hiệu luma rộng ~ 6,5 MHz, với tần số cao nhất là 9,3 MHz, Sony đã sử dụng băng công thức kim loại mượn từ định dạng Betacam SP (nhãn hiệu "ED-Metal") và kết hợp một số cải tiến để vận chuyển để giảm cơ học gây ra quang sai trong hình. Beta ED cũng có độ lệch sóng mang là 2,5 MHz, trái ngược với 1,2 MHz được sử dụng trong SuperBeta, cải thiện độ tương phản với giảm nhiễu độ chói.
Sony đã giới thiệu hai sàn ED và máy quay phim vào cuối những năm 1980. Bộ bài EDV-9500 (EDV-9300 ở Canada) hàng đầu là một bộ chỉnh sửa rất có khả năng, cạnh tranh với các thiết lập U-Matic đắt hơn nhiều về độ chính xác và tính năng của nó, nhưng không thành công về mặt thương mại do thiếu mã thời gian và khác tính năng chuyên nghiệp. Sony đã tiếp thị Beta ED cho người dùng "bán chuyên nghiệp" hoặc " người khởi nghiệp ". Một lời phàn nàn về EDC-55 ED CAM là nó cần rất nhiều ánh sáng (ít nhất là 25 lux), do sử dụng hai CCD thay vì thiết bị chụp ảnh đơn CCD thông thường. Dòng sản phẩm Beta ED chỉ được ghi ở chế độ BII / BIII, với khả năng phát lại BI / BI.
Mặc dù doanh số máy ghi Betamax giảm mạnh vào cuối những năm 1980 và sau đó đã ngừng sản xuất máy ghi âm mới của Sony vào năm 2002, Betamax, SuperBetamax và EDBeta vẫn đang được một số ít người sử dụng. Mặc dù Sony đã ngừng sản xuất băng cassette mới vào năm 2016, nhưng các băng cassette mới vẫn có sẵn để mua tại các cửa hàng trực tuyến và máy ghi âm đã qua sử dụng thường được tìm thấy ở chợ trời, cửa hàng tiết kiệm hoặc trên các trang web đấu giá Internet. Định dạng sớm băng cassette BetaCam được dựa trên vật lý dựa trên băng cassette Betamax tiếp tục có sẵn để sử dụng trong các phương tiện truyền thông chuyên nghiệp.

#### So sánh với các định dạng video khác
So sánh kích thước giữa băng cassette Betamax (trên cùng) và băng VHS (dưới cùng).
Dưới đây là danh sách các độ phân giải hiện đại, kiểu kỹ thuật số (và các phép đo "đường truyền hình trên chiều cao hình ảnh" tương tự truyền thống) cho các phương tiện khác nhau. Danh sách chỉ bao gồm các định dạng phổ biến. Lưu ý rằng độ phân giải được liệt kê chỉ áp dụng cho độ chói, với độ phân giải sắc độ thường giảm một nửa ở mỗi chiều đối với các định dạng kỹ thuật số và thấp hơn đáng kể đối với các định dạng tương tự.
Độ phân giải pixel tương đương được tính từ các số phân giải dòng tương tự:
| Tiêu chuẩn                               | Kỹ thuật số hay tương tự? | Độ phân giải độ chói (Độ phân giải pixel tương đương) | Độ phân giải Chroma (Độ phân giải pixel tương đương) |
| ---------------------------------------- | ------------------------- | ----------------------------------------------------- | ---------------------------------------------------- |
| VHS (NTSC)                               | Tương tự                  | 240 dòng (320 × 480)                                  | 30 dòng (40 × 480)                                   |
| U-matic,Betamax, Video8 (NTSC)           | Tương tự                  | 250 dòng (333x480)                                    | 30 dòng (40 × 480)                                   |
| SuperBeta(NTSC)                          | Tương tự                  | 290 dòng (387 × 480)                                  | 30 dòng (40 × 480)                                   |
| Betacam (NTSC)                           | Tương tự                  | 290 dòng (387 × 480)                                  | 100 dòng (100 × 480)                                 |
| Phát sóng (NTSC và PAL-M)                | Tương tự                  | 330 dòng (440 × 480)                                  | 120 dòng (120 × 480)                                 |
| SP Betacam (NTSC)                        | Tương tự                  | 340 dòng (453 × 480)                                  | 100 dòng (100 × 480)                                 |
| S-VHS, Hi8 (NTSC)                        | Tương tự                  | 420 dòng (560 × 480)                                  | 30 dòng (40 × 480)                                   |
| LaserDisc (NTSC)                         | Tương tự                  | 420 dòng (560 × 480)                                  | 120 dòng (120 × 480)                                 |
| ED Beta(NTSC)                            | Tương tự                  | 500 dòng (667 × 480)                                  | 30 dòng (40 × 480)                                   |
| VHS (PAL)                                | Tương tự                  | 240 dòng (320 × 576)                                  | 30 dòng (40 × 288)                                   |
| U-matic,Betamax, Video8 (PAL)            | Tương tự                  | 250 dòng (333x576)                                    | 30 dòng (40 × 288)                                   |
| SuperBeta(PAL)                           | Tương tự                  | 290 dòng (387 × 576)                                  | 30 dòng (40 × 288)                                   |
| Betacam (PAL)                            | Tương tự                  | 290 dòng (387 × 576)                                  | 100 dòng (100 × 288)                                 |
| Phát sóng (PAL-N)                        | Tương tự                  | 330 dòng (440 × 576)                                  | 120 dòng (120 × 288)                                 |
| Betacam SP (PAL)                         | Tương tự                  | 340 dòng (453 × 576)                                  | 100 dòng (100 × 288)                                 |
| Phát sóng (PAL-B / G / H và SECAM-B / G) | Tương tự                  | 390 dòng (520 × 576)                                  | 120 dòng (120 × 288)                                 |
| S-VHS, Hi8 (PAL)                         | Tương tự                  | 420 dòng (560 × 576)                                  | 30 dòng (40 × 288)                                   |
| LaserDisc (PAL)                          | Tương tự                  | 420 dòng (560 × 576)                                  | 120 dòng (120 × 288)                                 |
| Phát sóng (PAL-I)                        | Tương tự                  | 430 dòng (573 × 576)                                  | 120 dòng (120 × 288)                                 |
| Phát sóng (PAL-D / K và SECAM-D / K / L) | Tương tự                  | 470 dòng (627 × 576)                                  | 120 dòng (120 × 288)                                 |
| ED Beta(PAL)                             | Tương tự                  | 500 dòng (667 × 576)                                  | 30 dòng (40x288)                                     |
| VCD                                      | Kỹ thuật số               | 260 dòng (352x240)                                    | 130 dòng (176x120)                                   |
| Betacam kỹ thuật số(NTSC)                | Kỹ thuật số               | 540 dòng (720 × 480)                                  | 270 dòng (360 × 480)                                 |
| Betacam kỹ thuật số(PAL)                 | Kỹ thuật số               | 540 dòng (720 × 576)                                  | 270 dòng (360 × 576)                                 |
| SVCD                                     | Kỹ thuật số               | 360 dòng (480 × 480)                                  | 180 dòng (240 × 240)                                 |
| DVD biến hình (NTSC)                     | Kỹ thuật số               | 410 dòng (720 × 480)                                  | 205 dòng (360 × 240)                                 |
| DVD hộp thư(NTSC, PAL)                   | Kỹ thuật số               | 410 dòng (720 × 360)                                  | 205 dòng (360 × 180)                                 |
| DVD biến hình (PAL)                      | Kỹ thuật số               | 720 × 576                                             | 360 × 288                                            |
| 4: 3 DVD, DV, MiniDV, Digital8 (NTSC)    | Kỹ thuật số               | 540 dòng (720 × 480)                                  | 270 dòng (360 × 240)                                 |
| AVCHD Lite (720p)                        | Kỹ thuật số               | 720 dòng (1280 × 720)                                 | 360 dòng (640 × 360)                                 |
| 16: 9 HDV                                | Kỹ thuật số               | 810 dòng (1440 × 1080)                                | 405 dòng (720 × 540)                                 |
| AVCHD, BluRay, HD DVD (1080p / 1080i)    | Kỹ thuật số               | 1080 dòng (1920 × 1080)                               | 540 dòng (960 × 540)                                 |

Mất độ phân giải tương tự không trực quan đối với DVD 16: 9 so với DVD 4: 3 xuất phát từ thực tế là đơn vị độ phân giải tương tự là "đường trên mỗi chiều cao hình ảnh". Khi chiều cao hình ảnh được giữ nguyên, cùng 720 pixel được trải rộng đến một khu vực rộng hơn trong 16: 9, do đó độ phân giải ngang trên mỗi chiều cao hình ảnh thấp hơn.

### Độ dài băng
Cả hai băng Betamax NTSC và PAL / SECAMđều giống hệt nhau về mặt vật lý (mặc dù các tín hiệu được ghi trên băng không tương thích). Tuy nhiên, vì tốc độ băng khác nhau giữa NTSC và PAL / SECAM, thời gian phát cho bất kỳ băng cassette nào sẽ thay đổi tương ứng giữa các hệ thống. Đôi khi, độ dài khác thường được tạo ra, chẳng hạn như L-410.
- Chỉ dành cho NTSC, BI là tốc độ tiêu chuẩn, BII là 1/2 tốc độ, BIII là 1/3 tốc độ

| Nhãn băng | Chiều dài băng | Chiều dài băng | Thời gian ghi âm  | Thời gian ghi âm  | Thời gian ghi âm  | Thời gian ghi âm  |
| Nhãn băng | ft             | m              | BI                | BII               | BIII              | PAL / GIÂY        |
| --------- | -------------- | -------------- | ----------------- | ----------------- | ----------------- | ----------------- |
| L-125     | 125            | 38             | 15 phút           | 30 phút           | 45 phút           | 32 phút           |
| L-165     | 166 2/3        | 51             | 20 phút           | 40 phút           | 60 phút (1 giờ)   | 43 phút           |
| L-250     | 250            | 76             | 30 phút           | 60 phút (1 giờ)   | 90 phút (1:30 h)  | 65 phút (1:05 h)  |
| L-370     | 375            | 114            | 45 phút           | 90 phút (1:30 h)  | 135 (2:15 h)      | 96 phút (1:36 h)  |
| L-500     | 500            | 152            | 60 phút (1 giờ)   | 120 phút (2 giờ)  | 180 phút (3 giờ)  | 130 phút (2:10 h) |
| L-750     | 750            | 229            | 90 phút (1:30 h)  | 180 phút (3 giờ)  | 270 phút (4:30 h) | 195 phút (3:15 h) |
| L-830     | 833 1/3        | 254            | 100 phút (1:40 h) | 200 phút (3:20 h) | 300 phút (5 h)    | 216 phút (3:36 h) |

## Phim gia đình
Bài chi tiết: Betamovie
Hệ thống camera / VCR hai mảnh đã nhanh chóng thay thế phim Super 8 mm làm phương tiện được lựa chọn để quay phim gia đình và phim nghiệp dư. Các đơn vị này bao gồm một VCR di động, mà người quay phim sẽ mang theo bằng dây đeo vai và một máy ảnh riêng biệt, được kết nối với VCR bằng một cáp đặc biệt. Tại thời điểm này, Beta có một số lợi thế so với các hệ thống VHS. Băng cassette Beta nhỏ hơn được chế tạo cho các VCR nhỏ hơn và nhẹ hơn.
Tuy nhiên, người tiêu dùng muốn một giải pháp một mảnh. Máy quay phim tiêu dùng một mảnh đầu tiên, Betamovie, đến từ Sony. Yêu cầu chính đối với máy quay một mảnh là thu nhỏ trống đầu ghi và giải pháp của Sony cho vấn đề này liên quan đến tín hiệu video không chuẩn sẽ chỉ trở thành tiêu chuẩn khi phát lại trên các VCR có kích thước đầy đủ. Một tác dụng phụ của việc này là máy quay Beta chỉ ở mức kỷ lục: người tiêu dùng coi đây là một hạn chế lớn.
Các nhà sản xuất VHS đã tìm thấy một giải pháp tốt hơn cho thu nhỏ trống (nó liên quan đến bốn đầu làm công việc của hai). Bởi vì nó đã sử dụng tín hiệu video tiêu chuẩn, máy quay VHS có thể xem lại các cảnh quay trong máy quay và sao chép sang một VCR khác để chỉnh sửa. Điều này đã chuyển lợi thế phim gia đình ra khỏi Betamax một cách đáng kể và là lý do chính khiến mất thị phần Beta: chủ sở hữu Beta VCR nhận thấy rằng máy quay VHS sẽ cho phép họ sao chép và chỉnh sửa cảnh quay lên boong Beta của họ - điều mà Betamovie có thể không làm. Nếu phim cho thuê không có sẵn trong bản Beta, họ có thể thuê chúng trong VHS và sử dụng máy quay của họ để phát. Chủ sở hữu của VHS VCR cũng có thể chọn định dạng máy quay biến thể được gọi là VHS-C. Điều này đã sử dụng một băng cassette thu nhỏ để làm cho một máy quay nhỏ hơn và nhẹ hơn bất kỳ Betamovie nào.
Sony không thể sao chép chức năng của máy quay VHS-C và chứng kiến sự mất thị phần nhanh chóng, cuối cùng đã giới thiệu định dạng Video8. Hy vọng của họ là Video8 có thể thay thế cả Beta và VHS cho tất cả các mục đích sử dụng. Để biết thêm thông tin, xem bài viết về máy quay phim.

## Kết thúc sản xuất
Vào ngày 10 tháng 11 năm 2015, Sony tuyên bố rằng họ sẽ không còn sản xuất băng video Betamax nữa. Sản xuất và bán hàng kết thúc vào tháng 3 năm 2016 sau gần 41 năm sản xuất liên tục. Các nhà sản xuất bên thứ ba tiếp tục làm băng cassette mới. Mặc dù các băng cassette này được thiết kế để sử dụng với định dạng Betacam, các băng cassette có thể hoán đổi với các hệ thống Betamax truyền thống.

## Di sản
Vì lý do Betamax thua VHS, xem chiến tranh định dạng Videotape.
Sự thất bại của định dạng VHS đối với định dạng Betamax đã trở thành một nghiên cứu điển hình về tiếp thị cổ điển. Sony cố gắng đưa ra một tiêu chuẩn công nghiệp đã phản tác dụng khi JVC đưa ra quyết định chiến thuật từ bỏ đề nghị Betamax của Sony để ủng hộ phát triển công nghệ của riêng mình. JVC cảm thấy rằng việc chấp nhận đề nghị của Sony sẽ mang lại kết quả tương tự như thỏa thuận U-Matic, với sự thống trị của Sony.
Đến năm 1980, định dạng VHS của JVC kiểm soát 60% thị trường Bắc Mỹ.Các lớn nền kinh tế của quy mô đơn vị VHS phép được giới thiệu với thị trường châu Âu với chi phí thấp xa so với các đơn vị Betamax hiếm. Tại Vương quốc Anh, Betamax chiếm 25% thị phần vào năm 1981, nhưng đến năm 1986, nó đã giảm xuống còn 7,5% và tiếp tục giảm hơn nữa. Đến năm 1984, 40 công ty đã chế tạo thiết bị định dạng VHS so với Beta 12. 12. Cuối cùng, Sony cũng thừa nhận thất bại vào năm 1988 khi nó cũng bắt đầu sản xuất máy ghi VHS (các mẫu đầu tiên được sản xuất bởi Hitachi), mặc dù vậy họ vẫn tiếp tục sản xuất máy ghi Betamax cho đến năm 2002.
Tại Nhật Bản, Betamax đã thành công hơn và cuối cùng phát triển thành Betamax độ nét mở rộng, với hơn 500 dòng phân giải.